# Tetjana Teresjtsjoek-Antipova
Tetjana Viktorivna Teresjtsjoek-Antipova (Oekraïens: Тетяна Вікторівна Терещук-Антіпова) (Loehansk, 11 oktober 1969), is een Oekraïens hordeloopster die is gespecialiseerd in de 400 m horden. Ze deed driemaal mee aan de Olympische Spelen. Haar beste prestaties zijn het winnen van Olympisch brons en een zilveren medaille en bronzen medaille op een Europees kampioenschap.
Ze won op het EK 1998 een zilveren medaille op de 400 m horden in 54,07 seconden. Ze eindigde hiermee achter de Roemeense Ionela Ţîrlea-Manolache (goud) en voor de Duitse Silvia Rieger (brons). Op de Olympische Spelen van Athene in 2004 won ze een bronzen medaille achter de Griekse Faní Chalkiá en de Roemeense Ionela Târlea-Manolache. Op de Europese kampioenschappen atletiek 2006 in Göteborg won ze opnieuw brons.
Op de wereldkampioenschappen atletiek 2007 in Osaka sneuvelde ze met 54,38 seconden in de halve finale. Eerder dat jaar werd ze vierde op de wedstrijd om de wereldbeker in Athene.

## Persoonlijke records
| Onderdeel    | Prestatie | Datum            | Plaats       |
| ------------ | --------- | ---------------- | ------------ |
| 200 m        | 24,03 s   | 1997             |              |
| 100 m horden | 13,12 s   | 27 maart 1998    | Johannesburg |
| 400 m horden | 53,37 s   | 22 augustus 2004 | Athene       |

## Palmares

### 400 m horden
Kampioenschappen
- 1995: 5e WK - 54,94 s
- 1997: 4e WK - 53,81 s
- 1997:  Grand Prix Finale - 54,37 s
- 1998:  EK - 54,07 s
- 1999: 7e WK - 54,33 s
- 1999: 4e Grand Prix Finale - 53,86 s
- 2000: 5e OS - 53,98 s
- 2001:  Grand Prix Finale - 54,78 s
- 2003: 5e WK - 54,61 s
- 2003: 4e Wereldatletiekfinale - 54,63 s
- 2004:  OS - 53,44 s
- 2004:  Wereldatletiekfinale - 54,64 s
- 2005: 7e WK - 55,09 s
- 2005: 7e Wereldatletiekfinale - 56,28 s
- 2006:  Europacup - 55,87 s
- 2006:  EK - 54,55 s
- 2006: 4e Wereldbeker - 54,55 s
- 2006:  Wereldatletiekfinale - 54,76 s
- 2007: 4e Wereldbeker - 54,55 s

Golden League-podiumplaatsen
- 1998:  Memorial Van Damme - 53,85 s
- 1999:  Bislett Games - 54,23 s
- 1999:  Golden Gala - 53,93 s
- 1999:  Herculis - 54,42 s
- 1999:  ISTAF - 54,31 s
- 2000:  Meeting Gaz de France - 55,17 s
- 2000:  Herculis - 54,27 s
- 2001:  Meeting Gaz de France - 54,01 s
- 2001:  Bislett Games - 54,30 s
- 2001:  Herculis - 54,59 s
- 2001:  Weltklasse Zürich - 54,38 s
- 2001:  ISTAF - 54,64 s
- 2004:  Weltklasse Zürich - 54,13 s

## 4 x 400 m estafette
- 1998: 5e Wereldbeker - 3.26,34